# Comuna de Krzeszyce
Krzeszyce (polaco: Gmina Krzeszyce) é uma gminy (comuna) na Polónia, na voivodia da Lubúsquia e no condado de Sulęciński. A sede do condado é a cidade de Krzeszyce.
De acordo com os censos de 2004, a comuna tem 4501 habitantes, com uma densidade 23,2 hab/km².

## Área
Estende-se por uma área de 194,22 km², incluindo:
- área agricola: 42%
- área florestal: 50%

## Demografia
Dados de 30 de Junho 2004:
|                      | Total   | Total | Mulheres | Mulheres | Homens  | Homens |
| -------------------- | ------- | ----- | -------- | -------- | ------- | ------ |
|                      | pessoas | %     | pessoas  | %        | pessoas | %      |
| População            | 4501    | 100   | 2169     | 48,2     | 2332    | 51,8   |
| Densidade (pop./km²) | 23,2    | 100   | 11,2     | 11,2     | 12      | 12     |

De acordo com dados de 2002, o rendimento médio per capita ascendia a 1490,4 zł.

## Comunas vizinhas
- Bogdaniec, Deszczno, Lubniewice, Słońsk, Sulęcin, Witnica